# Surf rock
A surf rock a 60-as évek egyik meghatározó zenei stílusa. Általában közepes vagy gyorsabb tempójú egyszerű tánczene, a hangzást legtöbbször az elektromos gitárok határozzák meg, és szinte mindig a legegyszerűbb 4/4-es ritmusra épülnek. A surf rock zenekarok tipikus felállása: szólógitár, ritmusgitár, basszusgitár és dob. Először legáltalánosabban a surf zenekarok alkalmaztak elektromos basszusgitárt. Kiegészülhetett a hangszerpark szaxofonnal, trombitával, elektromos orgonával, extra ritmusszekcióval.
A surf-music párhuzamosan fejlődött a rock and roll-lal. A surf-együttesek rock'n'rollt játszottak, és ezt újfajta egzotikus finomsággal és lendülettel, erővel tették. Összehozták a rock'n'rollt a popzenével, és egy olyan új műfajt alkottak, ahol az erős ritmikus elemek ugyanolyan erős melodikus elemekkel társultak.

## Alfajták
A surf rocknak több fajtája is kialakult, néhány példa:
- Spy Rock: Messer Chups, Vic Flick, International Espionage!
- Surfabilly: Southern Culture on the Skids
- Horror Surf: The Ghastly Ones, The Mummies, Surfin' Dead, The Singaia
- Hot Rod Rock: The Rip-Chords, The Beach Boys
- Space Surf: Man or Astro-man?, CowaBunga Go-Go!
- Surf punk: Estrume'n'tal, The Turbo A.C.'s

## A külsőségek
Konkrét öltözködési szokások nem kapcsolódnak a stílushoz. A surf zenekarok gyakran egyen zakót és egyen nyakkendőt viseltek. Egyes zenekaroknál pedig egyre jobban elterjedt, hogy tipikus amerikai ruhákat hordjanak, melyek leginkább a rockabilly és a psychobilly szcéna öltözködésére hasonlítanak.

## Külföldi előadók
- The Atlantics
- The Aqua Velvets
- The Beach Boys
- The Bel-Airs
- Al Casey
- The Centurions
- The Challengers
- The Chantays
- The Closet Surfers
- Dick Dale
- The Blue Hawaiians
- Les Fradkin
- Insect Surfers
- Link Wray
- Jetpack
- Laika and the Cosmonauts
- The Lively Ones
- Messer Chups
- Man or Astro-man?
- Marketts
- Meshugga Beach Party
- The Bambi Molesters
- The Mermen
- The Nobility
- The Pyramids
- The Routers
- The Surfaris
- The Surf Coasters
- The Shadows
- The Tornados
- The Trashmen
- The Ventures
- The Ziggens
- The Pistols at Dawn
- The Turbo A.C.'s
- Los Mustang 66
- Zombie Surf Camp
- Estrume'n'tal

## Magyarországi előadók
- CowaBunga Go-Go! (jelenleg inaktív)
- Duke Anderson (jelenleg inaktív)
- Faragó "Judy" István
- Fit Fat
- Frank Zafka
- Los Tiki Torpedoes (jelenleg inaktív)
- Panel Surfers
- The Keeymen
- The Shades
- The Singaia
- The Wipeouts
- Surf Truckerz
- Surfin' Zhiguli
- Surfing Parrots
- Wormkids
- Beach Beach & The Boogey Mango

## Fordítás
- Ez a szócikk részben vagy egészben  a   Surf_music című angol Wikipédia-szócikk fordításán alapul.  Az eredeti cikk szerkesztőit annak laptörténete sorolja fel. Ez a jelzés csupán a megfogalmazás eredetét és a szerzői jogokat jelzi, nem szolgál a cikkben szereplő információk forrásmegjelöléseként.

## Külső hivatkozások
- rockandroll.lap.hu
- PontFM
- Surfabilly Freakout (angolul)